# Гоммерсдорф
Гоммерсдо́рф (фр. Gommersdorf) — коммуна на северо-востоке Франции в регионе Гранд-Эст (бывший Эльзас — Шампань — Арденны — Лотарингия), департамент Верхний Рейн, округ Альткирш, кантон Мазво. До марта 2015 года коммуна административно входила в состав упразднённого кантона Данмари (округ Альткирш).
Площадь коммуны — 4,15 км², население — 367 человек (2006) с тенденцией к стабилизации: 356 человек (2012), плотность населения — 85,8 чел/км².

## Население
Численность населения коммуны в 2011 году составляла 361 человек, а в 2012 году — 356 человек.
| 1962 | 1968 | 1975 | 1982 | 1990 | 1999 | 2006 | 2008 | 2011 | 2012 |
| ---- | ---- | ---- | ---- | ---- | ---- | ---- | ---- | ---- | ---- |
| 271  | 268  | 348  | 344  | 365  | 375  | 367  | 365  | 361  | 356  |

Динамика населения:

## Экономика
В 2010 году из 232 человек трудоспособного возраста (от 15 до 64 лет) 179 были экономически активными, 53 — неактивными (показатель активности 77,2 %, в 1999 году — 75,2 %). Из 179 активных трудоспособных жителей работали 174 человека (88 мужчин и 86 женщин), 5 числились безработными (трое мужчин и две женщины). Среди 53 трудоспособных неактивных граждан 22 были учениками либо студентами, 22 — пенсионерами, а ещё 9 — были неактивны в силу других причин.
На протяжении 2011 года в коммуне числилось 144 облагаемых налогом домохозяйства, в которых проживало 351 человек. При этом медиана доходов составила 23292 евро на одного налогоплательщика.

## Достопримечательности (фотогалерея)

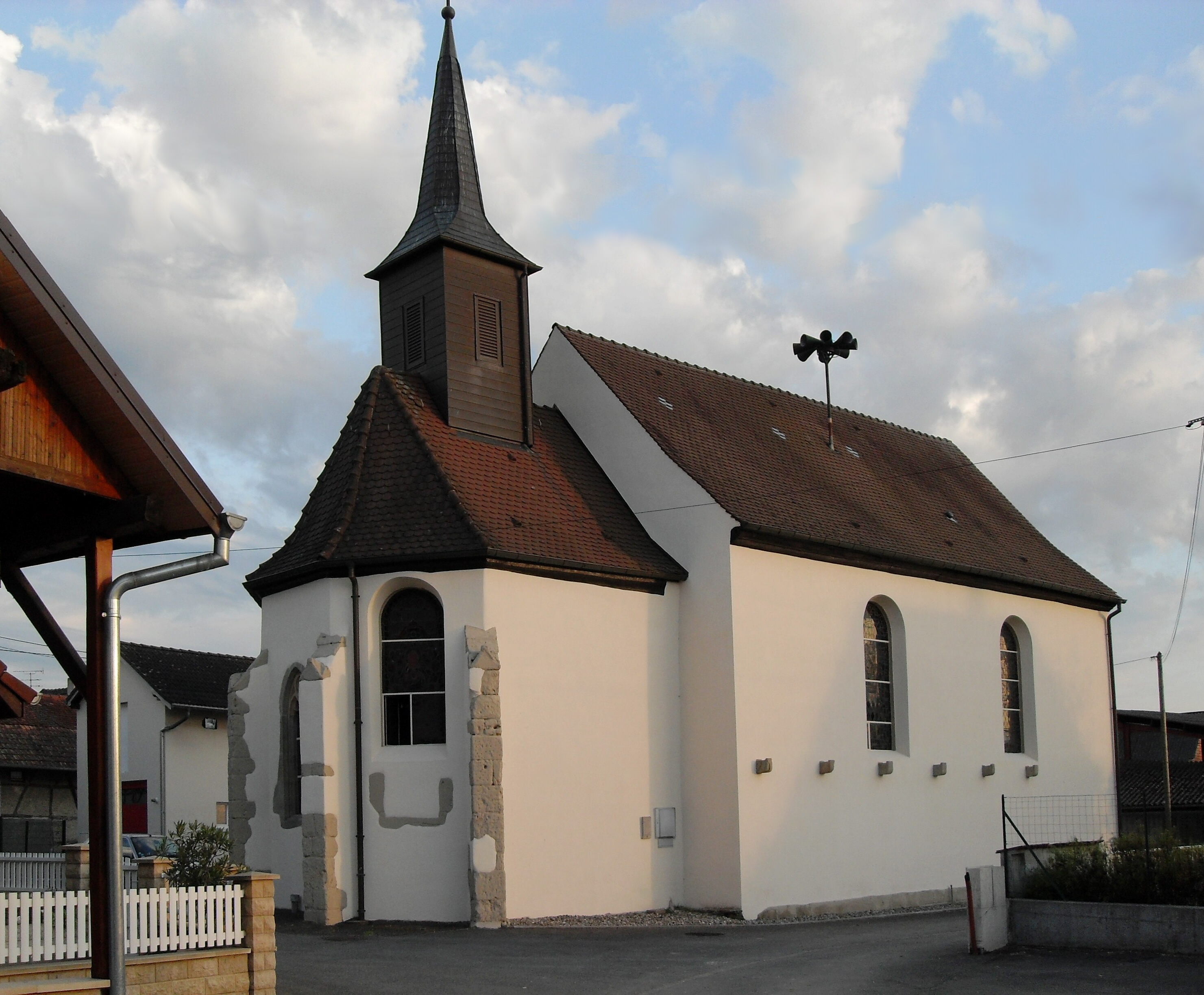
Церковь Сент-Маргарит